# Arisztaiosz
Arisztaiosz, görög mitológiai alak, Apollón és Küréné nimfa fia.
Líbiában született, és a hórák nevelték fel ambrózián és nektáron, az olümposzi istenek eledelén és italán. Boiótiában nőtt fel, a földművelés, az állattenyésztés, a vadászat és a méhészet istene lett, de értett a jósláshoz és az orvosláshoz is. Autonoé volt a felesége, Aktaión és Makrisz voltak a gyermekei. Szerelmével üldözte Eurüdikét, akit menekülése közben halálra mart egy kígyó (halálát követően szerelmes párja, Orpheusz, utána ment Hadész birodalmába).